# Club Baloncesto Málaga 1999-2000
Questa voce raccoglie le informazioni riguardanti il Club Baloncesto Málaga nelle competizioni ufficiali della stagione 1999-2000.

## Stagione
La stagione 1999-2000 del Club Baloncesto Málaga è l'8ª nel massimo campionato spagnolo di pallacanestro, la Liga ACB.
All'inizio della nuova stagione la Federazione decise di modificare il regolamento riguardo al numero di giocatori extracomunitari consentiti per ogni squadra che così passò a solo due.
A febbraio Richard Petruška ottiene la cittadinanza italiana, diventando così comunitario per la Liga ACB.

## Roster
Aggiornato al 10 novembre 2021.
| Unicaja Málaga 1999-00 | Unicaja Málaga 1999-00 |
| Giocatori              | Staff tecnico          |
| ---------------------- | ---------------------- |

| N. | Naz.                                       | Ruolo | Nome                      | Anno | Alt.   | Peso   |  |
| -- | ------------------------------------------ | ----- | ------------------------- | ---- | ------ | ------ |  |
| 4  | Belgio (bandiera)                          | P     | Jean-Marc Jaumin          | 1970 | 184 cm |        |  |
| 5  | Spagna (bandiera)                          | G     | Daniel Romero (C)         | 1973 | 198 cm |        |  |
| 6  | Croazia (bandiera)                         | AP    | Veljko Mršić              | 1971 | 203 cm | 100 kg |  |
| 7  | Spagna (bandiera)                          | C     | Juan Antonio Orenga       | 1966 | 206 cm | 98 kg  |  |
| 8  | Stati Uniti (bandiera)                     | AC    | Bryan Sallier             | 1969 | 203 cm |        |  |
| 8  | Stati Uniti (bandiera)                     | AC    | Stephen Howard            | 1970 | 206 cm | 102 kg |  |
| 9  | Stati Uniti (bandiera) · Italia (bandiera) | AP    | Giancarlo Marcaccini      | 1972 | 196 cm | 98 kg  |  |
| 10 | Spagna (bandiera)                          | AP    | Xavi Fernández            | 1968 | 194 cm | 90 kg  |  |
| 11 | Spagna (bandiera)                          | P     | Jesús Lázaro              | 1971 | 185 cm | 84 kg  |  |
| 12 | Spagna (bandiera)                          | AP    | Berni Rodríguez           | 1980 | 197 cm | 90 kg  |  |
| 13 | Spagna (bandiera)                          | C     | Germán Gabriel            | 1980 | 206 cm | 106 kg |  |
| 14 | Angola (bandiera) · Portogallo (bandiera)  | C     | Jean-Jacques da Conceição | 1964 | 202 cm | 100 kg |  |
| 15 | Slovacchia (bandiera) · Italia (bandiera)  | C     | Richard Petruška          | 1969 | 208 cm | 118 kg |  |
| -  | Spagna (bandiera)                          | P     | Carlos Cabezas            | 1982 | 185 cm | 85 kg  |  |
| -  | Spagna (bandiera)                          | C     | Manuel Gómez              | 1978 | 203 cm | 111 kg |  |

| Allenatore                                                         |
| - Božidar Maljković                                                |
| Assistente/i                                                       |
| - Paco Alonso Legenda - (C) Capitano - (IN) Inattivo - Infortunato |

## Mercato

### Sessione estiva
| Acquisti | Acquisti                  | Acquisti     | Acquisti   | Acquisti |
| R.a      | Nome                      | da           | Modalità   |          |
| -------- | ------------------------- | ------------ | ---------- | -------- |
| P        | Jean-Marc Jaumin          | Ostenda      | definitivo |          |
| C        | Jean-Jacques da Conceição | CSP Limoges  | definitivo |          |
| AP       | Veljko Mršić              | Pall. Varese | definitivo |          |
| C        | Richard Petruška          | Galatasaray  | definitivo |          |
| AP       | Xavi Fernández            | Barcellona   | definitivo |          |
| AP       | Berni Rodríguez           | Málaga B     | definitivo |          |

| Cessioni | Cessioni        | Cessioni          | Cessioni       | Cessioni |
| R.       | Nome            | a                 | Modalità       |          |
| -------- | --------------- | ----------------- | -------------- | -------- |
| P        | Ernesto Serrano | Portugal Telecom  | fine contratto |          |
| G        | Gaby Ruiz       | Fuenlabrada       | fine contratto |          |
| C        | Ricardo Guillén | León              | fine contratto |          |
| A        | Alejandro Alba  | Rosalía           | fine contratto |          |
| G        | Sergej Babkov   | Joventut Badalona | fine contratto |          |
| P        | Pablo Laso      | Girona            | fine contratto |          |
| AC       | Kenny Miller    | Gran Canaria      | fine contratto |          |
| P        | Curro Ávalos    |                   | ritirato       |          |

### Dopo l'inizio della stagione
| Acquisti | Acquisti       | Acquisti           | Acquisti         | Acquisti   |
| R.       | Nome           | da                 | Data             | Modalità   |
| -------- | -------------- | ------------------ | ---------------- | ---------- |
| AC       | Stephen Howard | Minnesota T'wolves | 16 novembre 1999 | definitivo |

| Cessioni | Cessioni       | Cessioni    | Cessioni         | Cessioni       |
| R.       | Nome           | a           | Data             | Modalità       |
| -------- | -------------- | ----------- | ---------------- | -------------- |
| AC       | Stephen Howard | Efes Pilsen | 18 dicembre 1999 | fine contratto |